# Robert Sabuda
Robert Sabuda (narozen 8. března 1965 Pinckney, Michigan, USA) se zabývá tvorbou plastických knih (knih s pop-up efektem). Jeho nejznámější výtvory jsou plastické ilustrace pro knihy Čaroděj ze země Oz a Alenka v říši divů, díky kterým se stal světově známý a uznávaný.